# Maiad
Maiad (węg. Nyomát) – wieś w Rumunii, w okręgu Marusza, w gminie Gălești. W 2011 roku liczyła 453 mieszkańców.